# 恋はメキ・メキ
恋はメキ・メキ（If I Only Knew）は、トム・ジョーンズによるシングル。日本では1995年3月25日にeast west japanより発売（AMCY-812）。

## 解説
当時のジョーンズと同じインタースコープ・レコード系列のTVTレコードと契約していたアメリカのバンド、RISE ROBOTS RISEの同名のアルバム（1992年リリース）に収録されていたもののカヴァー曲である。
2003年にはコーエン兄弟の映画『ディボース・ショウ』挿入曲として使用された。日本でも2004年の「トヨタ・ポルテ」CM曲、2011年の「明治 プロビオヨーグルトLG21」CM曲に起用されたほか、『もてもてナインティナイン』（TBS系）や『ブラマヨとゆかいな仲間たち アツアツっ!』（テレビ朝日系）、『高田純次のアジアぷらぷら』（TwellV）のテーマ曲など、テレビ番組のBGMとして根強く使用されている。プロ野球では元阪神タイガースの桧山進次郎の登場曲としても使用された。
邦題の「恋はメキ・メキ」は、「make you, make you love」の部分が「メキ・メキ」と聞こえることから。

## 収録曲
1. 恋はメキ・メキ（LPヴァージョン）
2. 恋はメキ・メキ（7インチ・エディット）
3. 恋はメキ・メキ（インナー・シティ・クラブ・ミックス・ヴォックス・アップ）
4. KISS - プリンスのカバー。1988年の映画『花嫁はエイリアン』主題歌（アート・オブ・ノイズとの共演）

## 収録アルバム
恋はメキ・メキ
- Lead & How to Swing It（快楽天国）
- ディボース・ショウ オリジナル・サウンドトラック